# میمون آبی
میمون آبی (نام علمی: Cercopithecus mitis) نام یک گونه از زیرخانواده دم‌درازیان است.